# الطوافات الكبرى

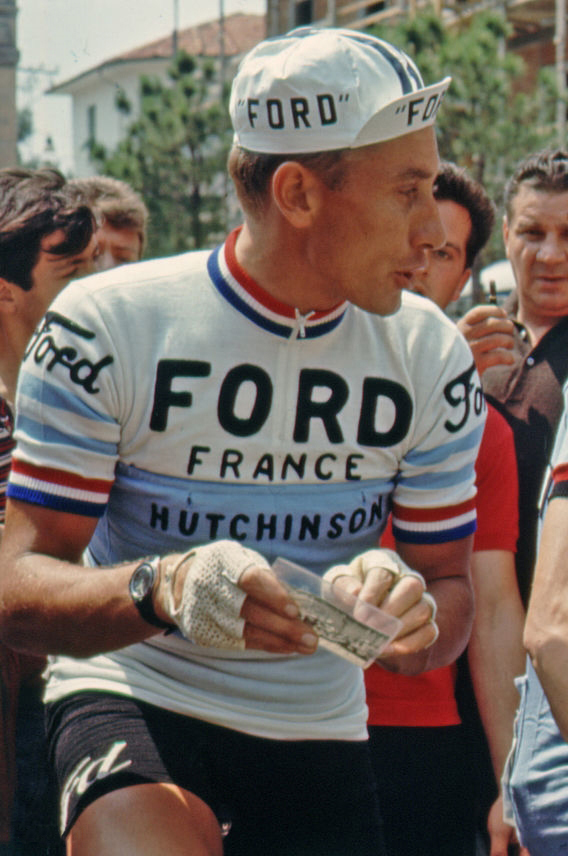

في سباق الدراجات على الطريق تشير الطوافات الكبرى (بالإنجليزية: Grand Tour) إلى سباقات المراحل الأوروبية الثلاثة للمحترفين وهي طواف فرنسا، طواف إيطاليا وطواف إسبانيا. وجميعها متشابهة من ناحية أنها تجري لعدة أسابيع مع مراحل اليومية. يعتبر طواف فرنسا هو الأقدم من بين الثلاثة حيث انطلق في سنة 1903 يليه طواف إيطاليا الذي انطلق في سنة 1909 ثم طواف إسبانيا الذي انطلق في 1935.